# Neu! (album)
Albums de Neu!
Neu! 2
(1973)
Neu! est le premier album du groupe de krautrock allemand Neu!, sorti en 1972.

## L'album

### Titres
Tous les titres sont de Klaus Dinger et Michael Rother. 

#### Face A
1. Hallogallo (10:07)
2. Sonderangebot (4:51)
3. Weissensee (6:46)

#### Face B
1. Jahresübersicht (Part One): Im Glück (6:53)
2. Jahresübersicht (Part Two): Negativland (9:47)
3. Jahresübersicht (Part Three): Lieber Honig (7:18)

### Musiciens
- Michael Rother : guitare, claviers, voix
- Klaus Dinger : batterie, guitare, voix
- Konrad Plank : ingénieur, producteur